# Les Assions

Les Assions este o comună în departamentul Ardèche din sud-estul Franței. În 1 ianuarie 2022 avea o populație de 768 de locuitori.